# Каспийск
Каспи́йск (в 1932—1947 годах — Двигательстро́й) — город на юге России, в Республике Дагестан.
Город республиканского значения, образует муниципальное образование города Каспийск со статусом городского округа как единственный населённый пункт в его составе.

## Этимология
Возник как рабочий посёлок при строительстве завода двигателей и получил производственное название Двигательстрой. С 1947 года — город Каспийск по расположению на берегу Каспийского моря.

## География
Город расположен на берегу Каспийского моря, в 14 км от железнодорожной станции Махачкала. Является спутником города Махачкалы и входит в состав Махачкалинско-Каспийской агломерации.

### Климат
Преобладает умеренно континентальный климат. Зимы мягкие и короткие. Лето засушливое и жаркое.
Среднегодовое количество осадков около 385 мм.
- Среднегодовая температура — +12,6 °C;
- Среднегодовая скорость ветра — 3,3 м/с;
- Среднегодовая влажность воздуха — 78 %.

| Показатель                 | Янв. | Фев. | Март | Апр. | Май  | Июнь | Июль | Авг. | Сен. | Окт. | Нояб. | Дек. | Год  |
| -------------------------- | ---- | ---- | ---- | ---- | ---- | ---- | ---- | ---- | ---- | ---- | ----- | ---- | ---- |
| Средняя температура, °C    | 2,3  | 2,8  | 5,7  | 10,7 | 17,1 | 22,2 | 24,9 | 24,9 | 20,2 | 14,5 | 8,4   | 4,4  | 13,2 |
| Норма осадков, мм          | 35   | 33   | 27   | 25   | 26   | 22   | 24   | 28   | 51   | 47   | 46    | 38   | 402  |
| Источник: Климат:Каспийск. |      |      |      |      |      |      |      |      |      |      |       |      |      |

## История
В 1932 году поселковый совет Двигательстрой обратился в Верховный Совет ДАССР, с предложением о преобразовании посёлка в город, с присвоением ему названия Сталинюрт, данное предложение было отклонено.
До 1947 года — посёлок Двигательстрой.
Распоряжением Правительства РФ от 29 июля 2014 года № 1398-р «Об утверждении перечня моногородов» город включён в категорию «Монопрофильные муниципальные образования Российской федерации (моногорода) с наиболее сложным социально-экономическим положением».
В 1996 в городе произошёл теракт со взрывом дома, в 2002 также произошёл теракт во время празднования Дня Победы.
В 2017 году Минобороны России принято решение о том, что пункт базирования в Каспийске должен стать основной базой Каспийской флотилии ВМФ России. Начат первый этап строительства береговой инфраструктуры и жилья, который завершится в 2019 году, окончание строительства запланировано на 2020 год.
15 ноября 2022 года за самоотверженность и трудовой героизм жителей города в достижение Победы в Великой Отечественной войне 1941—1945 годов, городу присвоено почётное звание Российской Федерации «Город трудовой доблести»

## Население
| 1939     | 1959     | 1967     | 1970     | 1979     | 1987     | 1989     | 1992     | 1996     | 1998     |
| -------- | -------- | -------- | -------- | -------- | -------- | -------- | -------- | -------- | -------- |
| 17 689   | ↗25 178  | ↗36 000  | ↗38 990  | ↗49 382  | ↗61 000  | ↘60 069  | ↗62 400  | ↗67 100  | ↗68 400  |
| 2000     | 2001     | 2002     | 2003     | 2005     | 2006     | 2007     | 2008     | 2009     | 2010     |
| ↗69 400  | ↗70 000  | ↗77 650  | ↗77 700  | ↗79 800  | ↗81 200  | ↗82 500  | ↗82 700  | ↗83 377  | ↗100 129 |
| 2011     | 2012     | 2013     | 2014     | 2015     | 2016     | 2017     | 2018     | 2019     | 2020     |
| ↗103 900 | ↘101 655 | ↗103 181 | ↗105 106 | ↗107 329 | ↗110 080 | ↗113 348 | ↗116 340 | ↗119 238 | ↗123 988 |
| 2021     | 2023     | 2024     | 2025     |          |          |          |          |          |          |
| ↘121 140 | ↗125 747 | ↗129 833 | ↗133 105 |          |          |          |          |          |          |

На 1 января 2025 года по численности населения город находился на 129-м месте из 1124 городов Российской Федерации.
Согласно прогнозу Минэкономразвития России, численность населения городского округа г. Каспийска будет составлять:
- 2024—138,06 тыс. чел.
- 2035—177,93 тыс. чел.

Национальный состав
Город относится к молодым быстрорастущим городам Дагестана. До середины XX века в его населении преобладали русские (65,5 % по переписи 1959 года). Однако в связи с массовым переселением на равнину горских народов и их более высоким естественным приростом, доля русских упала до 9,0 % по переписи 2010 года. В настоящее время город имеет пёстрый национальный состав и ни одна национальность в нём не имеет ярко выраженного преобладания.
По данным Всероссийской переписи населения 2021 года:
| Народ        | Численность, чел. | Доля от всего населения, % |
| ------------ | ----------------- | -------------------------- |
| лезгины      | 31 471            | 30,86 %                    |
| даргинцы     | 30 896            | 17,85 %                    |
| лакцы        | 14 931            | 12,33 %                    |
| русские      | 12 519            | 10,33 %                    |
| аварцы       | 12 351            | 10,20 %                    |
| кумыки       | 10 244            | 8,46 %                     |
| табасараны   | 5 625             | 4,64 %                     |
| агулы        | 1 399             | 1,15 %                     |
| рутульцы     | 1 268             | 1,05 %                     |
| другие       | 2 825             | 2,33 %                     |
| не указавшие | 1 611             | 1,33 %                     |
| всего        | 121 140           | 100 %                      |

По данным Всероссийской переписи населения 2010 года:
| Народ        | Численность, чел. | Доля от всего населения, % |
| ------------ | ----------------- | -------------------------- |
| лезгины      | 21 500            | 21,39 %                    |
| даргинцы     | 20 760            | 20,73 %                    |
| аварцы       | 14 651            | 14,63 %                    |
| лакцы        | 14 269            | 14,25 %                    |
| кумыки       | 9 697             | 9,68 %                     |
| русские      | 8 995             | 8,98 %                     |
| табасараны   | 5 419             | 5,41 %                     |
| агулы        | 1 708             | 1,71 %                     |
| рутульцы     | 1 166             | 1,16 %                     |
| другие       | 1 870             | 1,87 %                     |
| не указавшие | 172               | 0,17 %                     |
| всего        | 100 129           | 100 %                      |

## Местное самоуправление
Глава администрации
- 1998—2015 — Джамалудин Омаров
- 2015—2020 — Магомед Абдулаев
- 2020 — н. в. — Борис Гонцов

## Экономика
- АО «Завод Дагдизель» — машиностроительный завод, основанный в 1932 году.
- ОАО «Каспийский завод точной механики» — машиностроительный завод, основанный в 1960 году.

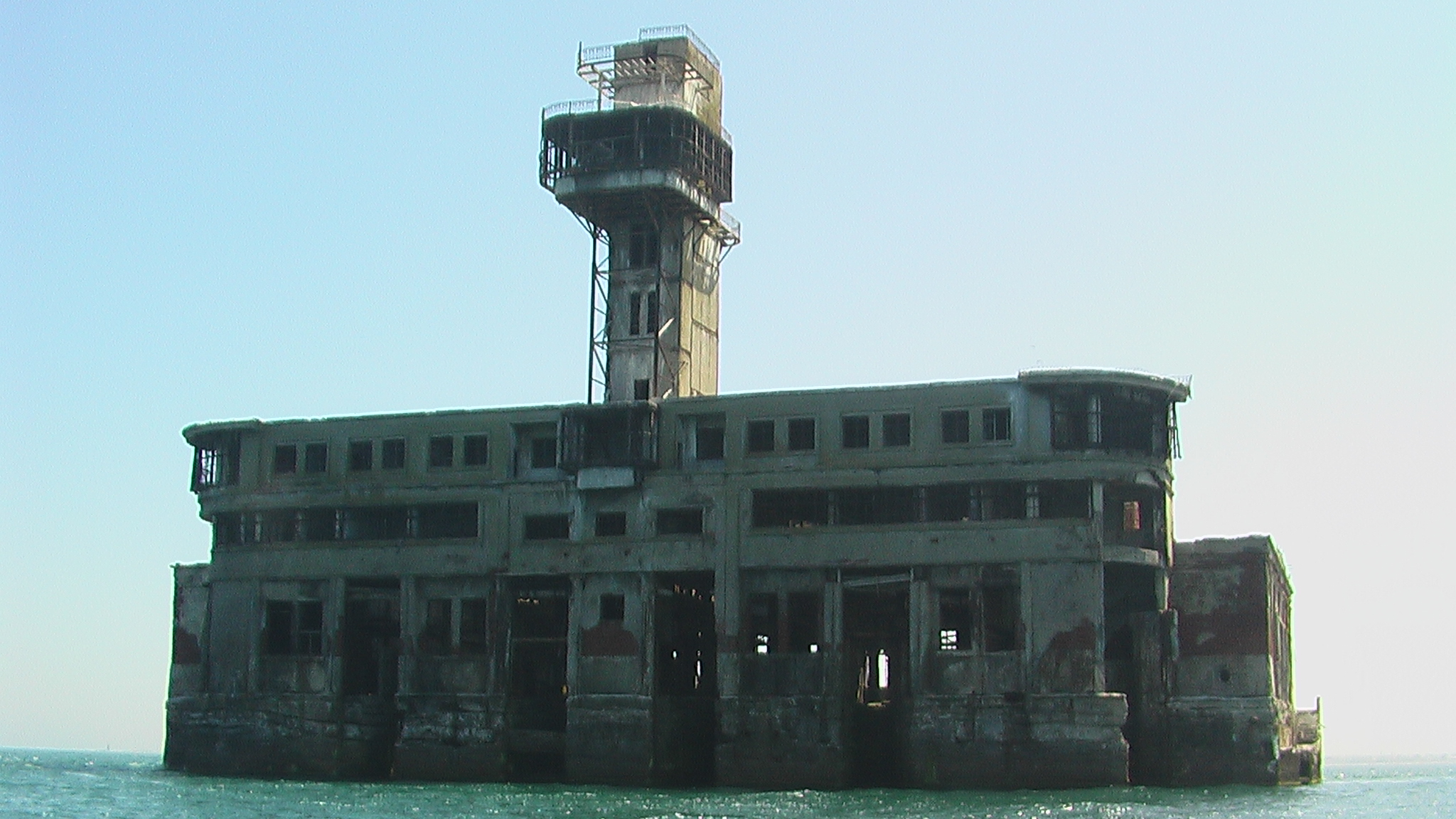
Восьмой цех завода «Дагдизель»
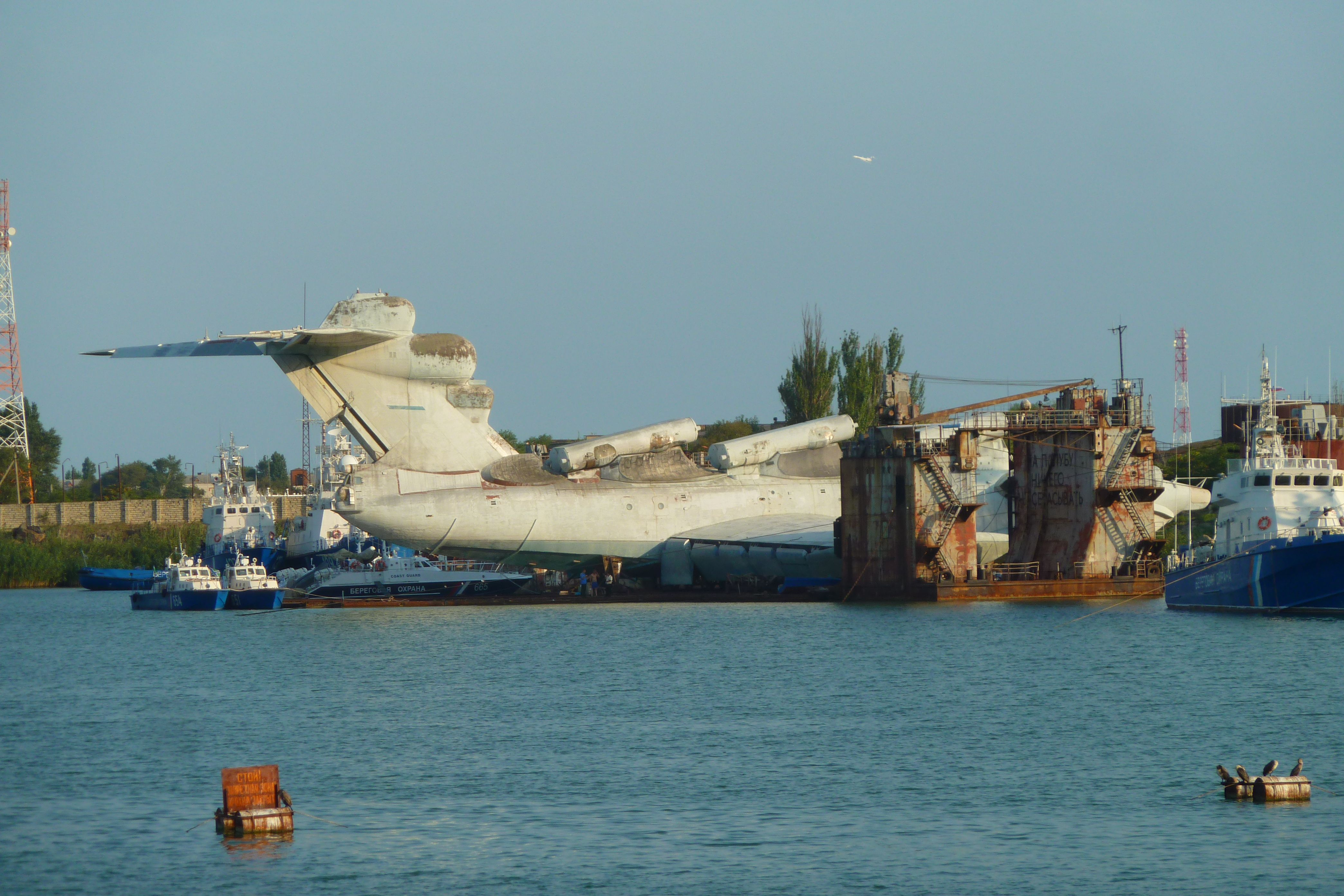
Экраноплан «Лунь»

## Достопримечательности

### Памятники
- Памятник В. И. Ленину
- Памятник В. С. Юмину
- Памятник С. М. Кирову
- Памятник А. А. Назарову
- Памятник Р. М. Халилову
- Памятник М.-З. Абдулманапову
- Памятник Амет-Хан Султану
- Памятник героям границы
- Памятник первостроителям Каспийска
- Памятник первостроителям завода Дагдизель
- Памятник погибшим пограничникам 16 ноября 1996 г.
- Памятник погибшим в Афганистане
- Мемориал Великой Отечественной войны
- Мемориал жертвам теракта 9 мая 2002 г.
- Стела город трудовой доблести

### Парки
- Городской парк им. Халилова
- Парк по ул. Хизроева
- Бульвар Абдуллаева
- Аллея Скорбящей Матери
- Аллея по ул. С. Стальского
- Аллея по Советской ул.

### Площади
- Площадь им. В. И. Ленина
- Площадь им. И. В. Сталина

### Религиозные сооружения

#### Мечети
- Мечеть им. Саида-Афанди
- Мечети им. Абдурахмана Сугъури
- Мечеть Фатхуль Ислам

#### Церкви
- Церковь Казанской иконы Божией Матери

### Прочие достопримечательности
- 8-й цех завода «Дагдизель»
- Анжи-Арена

## Транспорт
Общественный транспорт представлен маршрутными такси и пригородным троллейбусом № 3, следующим по маршруту «Махачкала — Каспийск» (маршрут был открыт 1 февраля 2017 года). Также с 1 марта 2017 года был продлён до завода Дагдизель троллейбусный маршрут номер 12. Обслуживает маршруты Муниципальное унитарное предприятие «Махачкалинское троллейбусное управление».
В город Каспийск из Махачкалы ходит автобус номер 100, который был открыт 1 февраля 2015 года. Этот маршрут обслуживают до 40 автобусов марки «НефАЗ».
Одноимённая железнодорожная станция соединяет город с Махачкалой, Кизилюртом, Избербашем, Дагестанскими Огнями, Дербентом, Хасавюртом.

## Религия
Ислам
Большинство верующих города Каспийска исповедует ислам суннитского толка. В городе действуют около десяти мечетей.
Центральная джума-мечеть имени Шейха Саида Афанди Чиркейского
Русская Православная церковь
В городе действует Свято-Казанский храм, который относится к Махачкалинской епархии. Приход в Каспийске был создан в 1990 году по благословению Высокопреосвященнейшего Гедеона, Митрополита Ставропольского и Бакинского. В 1991 году приняли решение о строительстве Свято-Казанского храма. В 1993 году была отведена земля под храм. Этот приход был официально зарегистрирован 2 февраля 1994 года. В 2000 году строительство храма было завершено.
Церковь Адвентистов Седьмого Дня
В городе есть действующий молитвенный дом адвентистов седьмого дня.

Храм Казанской иконы Божией Матери
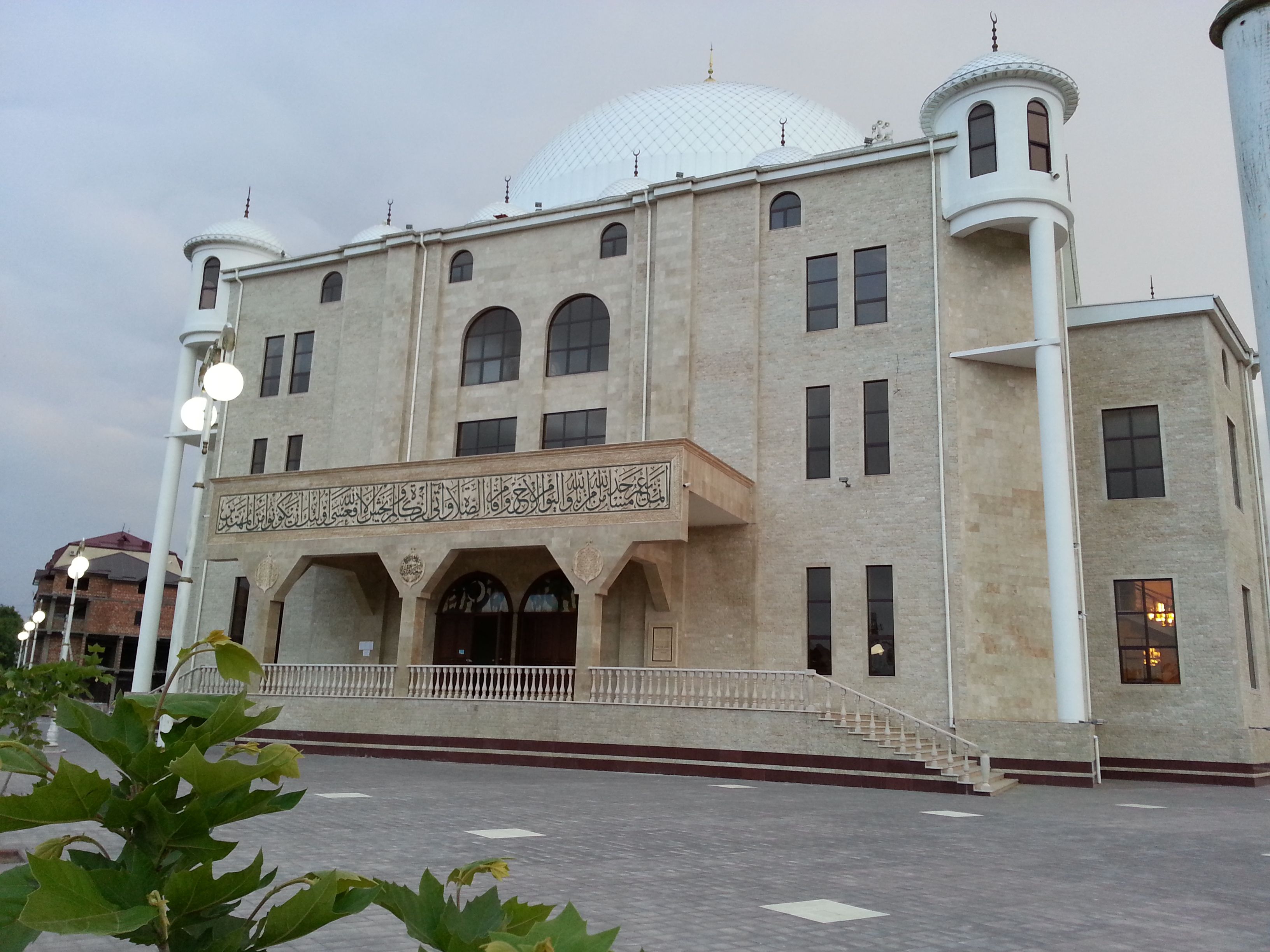
Мечеть им. Шейха Саида Афанди

## Спорт
Спортивные клубы
- «Дагдизель» — футбольный клуб, основан в 1949 году.

Спортивные сооружения
- «Анжи-Арена» — домашний стадион футбольного клуба «Динамо» (Махачкала).
- Дворец спорта и молодёжи имени Али Алиева — самое большое крытое спортивное сооружение в СКФО. В 2018 году принимал Чемпионат Европы по борьбе.
- «Труд» — спорткомплекс, первый домашний стадион «Анжи», до 2020 года являлся собственностью завода «Дагдизель»[45][46].

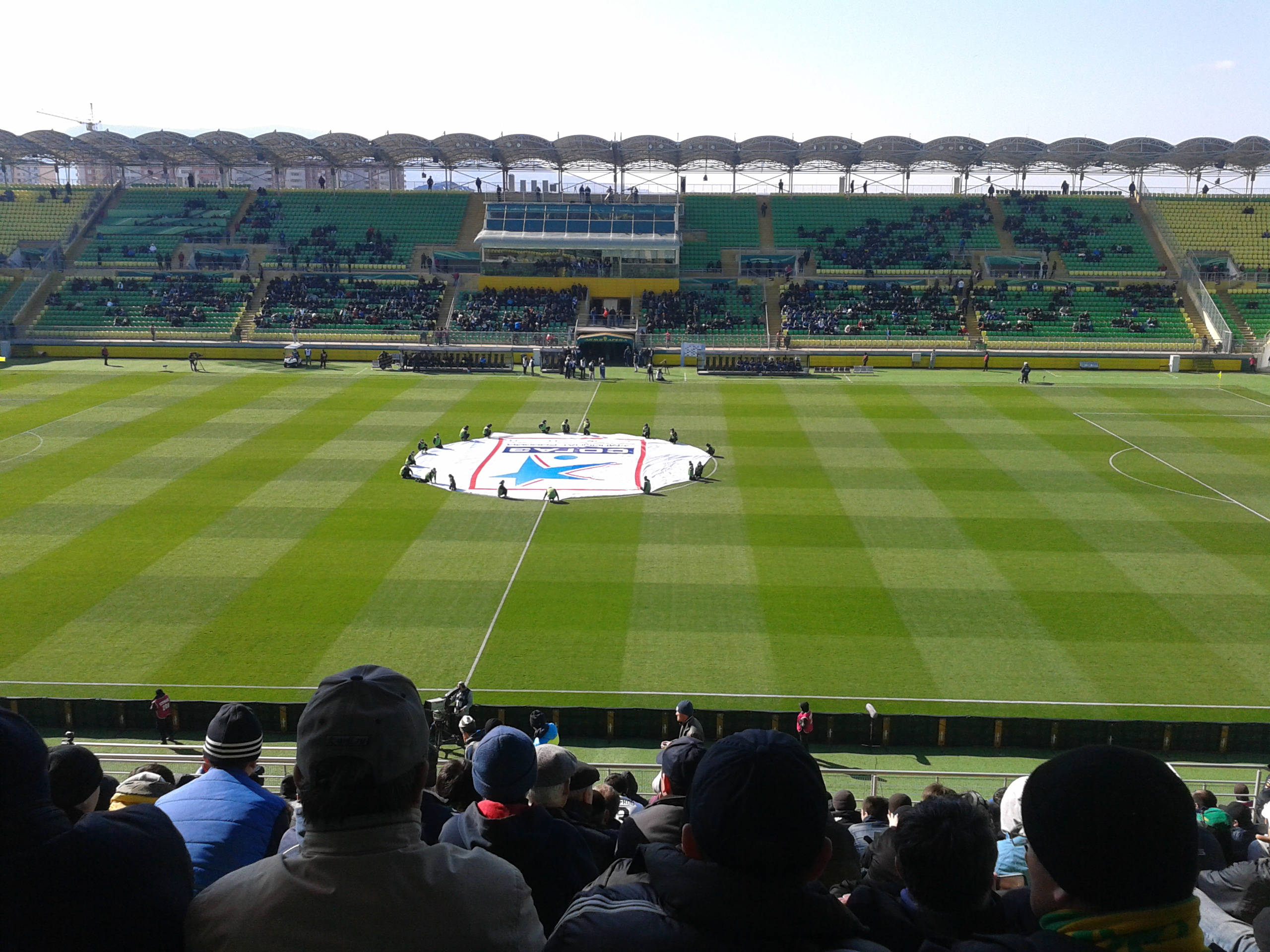
Анжи-Арена
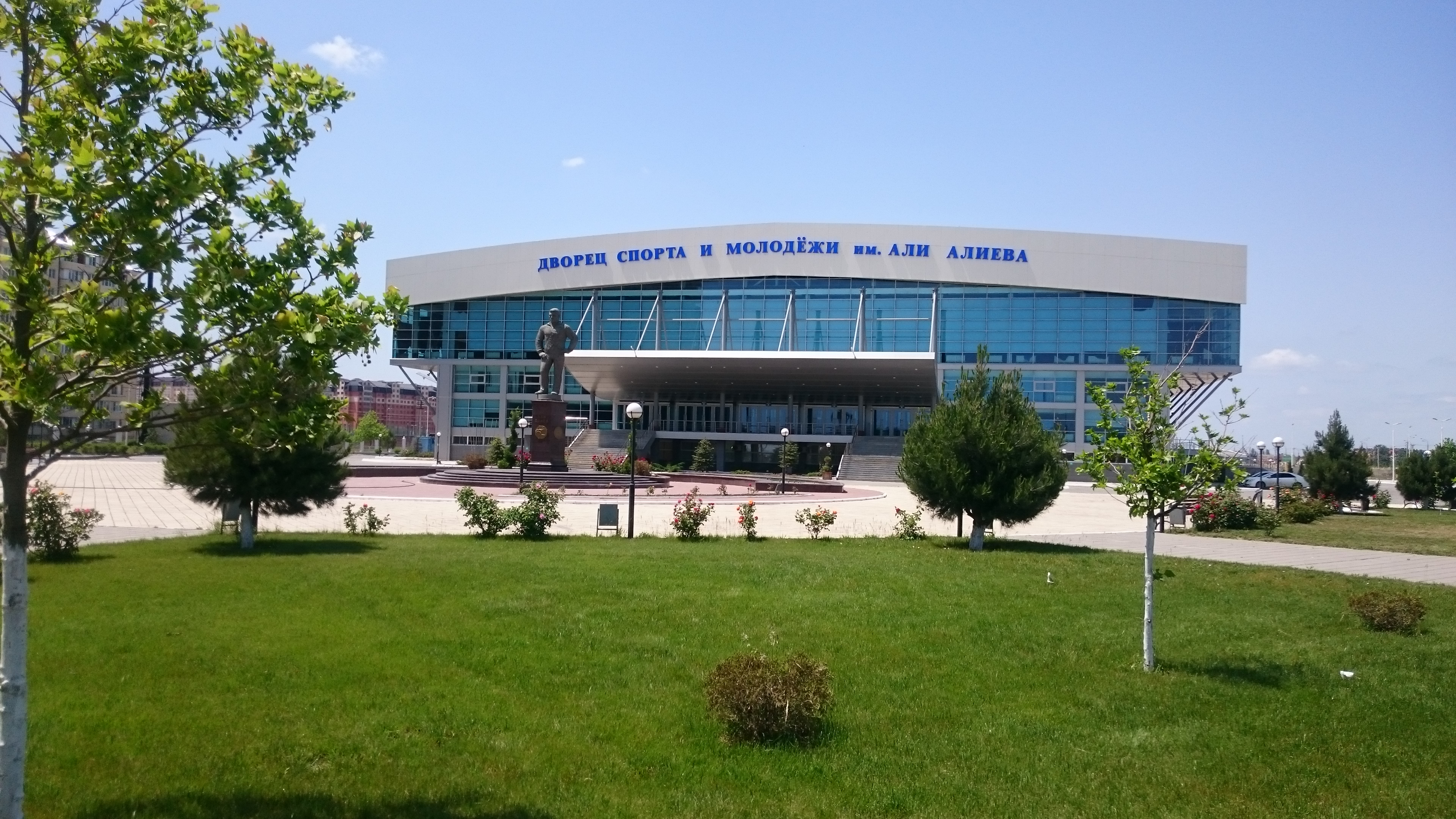
Дворец спорта и молодёжи имени Али Алиева

## Известные уроженцы
В Каспийске родились или проживали такие известные политики и предприниматели как Девлетхан Алиханов, Леонид Михельсон; спортсмены Владимир Юмин, Хабиб Аллахвердиев, Магомед Арипгаджиев, Тимур Богатырёв, Бадави Гусейнов, Ибрагим Ибрагимов, Алияр Исмаилов, Замира Рахманова, Александр Решетняк, Альберт Селимов, Руслан Хаиров; военные Георгий Ильяшенко, Александр Назаров, Герман Кириленко, Небиев Рамзес Кудратович; поэтесса Марина Курсанова; Герой Социалистического Труда Евгений Мясоедов.
В Книгу почётных граждан города внесены имена более 30 человек, среди которых педагоги, врачи, специалисты народного хозяйства и представители других профессий.

## Города-побратимы
- Ижевск
- Луганск
- Рыбинск

## Комментарии
1. ↑  Под аварцами в данном случае следует понимать также и 13 андо-цезских народов и арчинцев, которые включены в состав аварцев[42].
2. ↑  Под аварцами в данном случае следует понимать также и 13 андо-цезских народов и арчинцев, которые включены в состав аварцев[42].